# Jardinería atómica

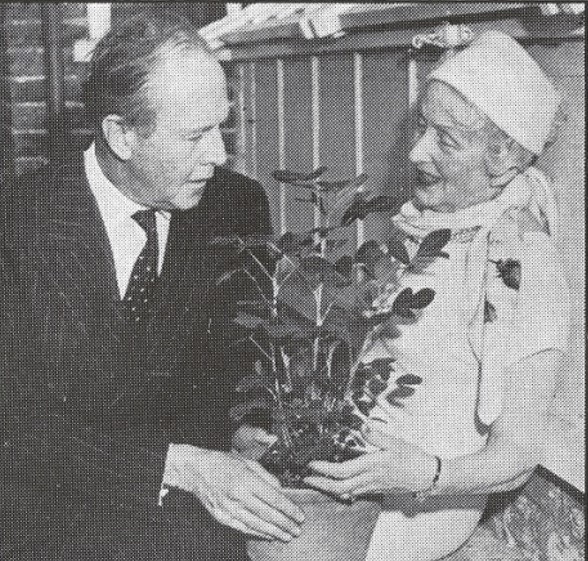
El expresidente de la Atomic Gardening Society, Muriel Howorth, le muestra a la popular escritora de jardinería Beverley Nichols una planta de maní de dos pies de altura cultivada a partir de una nuez irradiada en su propio patio trasero.

La jardinería atómica es una forma de reproducción por mutación en la que las plantas están expuestas a fuentes radiactivas, típicamente cobalto-60, para generar mutaciones, algunas de las cuales han resultado ser útiles.
La práctica de la irradiación de plantas ha resultado en el desarrollo de más de 2000 nuevas variedades de plantas, la mayoría de las cuales ahora se utilizan en la producción agrícola Un ejemplo es la resistencia al marchitamiento por verticillium del cultivar de mentha piperita de "Todd's Mitcham"  que se produjo a partir de un programa de mejoramiento y prueba en el Laboratorio Nacional Brookhaven desde mediados de la década de 1950. Además, el pomelo Rio Star, desarrollado en el Texas A&M Citrus Center en la década de 1970, ahora representa más de las tres cuartas partes del pomelo producido en Texas.